# Nomós Ileías
Nomós Ileías, Elis, Ilia, är en grekisk regiondel (perifereiakí enótita), till 2010 prefekturen Nomós Ileías i Grekland. Den ligger i regionen Västra Grekland, i den södra delen av landet, 190 km väster om huvudstaden Aten. Antalet invånare är 198 763. Arean är 2 618 kvadratkilometer.[källa behövs]

## Administrativ indelning
Regionen är indelad i sju kommunner. Den tidigare prefekturen var indelad i 23 kommuner.

- Dimos Olympia
- Dimos Andravida-Kyllini
- Dimos Andritsaina-Krestena
- Dimos Ilida
- Dimos Pineios
- Dimos Pyrgos
- Dimos Zacharo

## Historia
Under den klassiska antiken var Elis en självständig stat, centrerad runt staden Elis och innehållandes helgedomen vid Olympia , där de forntida olympiska spelen hölls mellan 776 f.Kr. och 394 e.Kr. Efter 146 f.Kr. var Elis del av den romerska provinsen Achaea och under migrationsperioden (3:e–4:e århundradet e.Kr.) drog vandaler och västgoter genom regionen. Efter delningen av det romerska riket 395 e.Kr. blev Elis del av det bysantinska riket .
I efterdyningarna av det fjärde korståget etablerade korsfarare från Västeuropa (kallade franker i sydöstra Europa) furstendömet Achaea inom det besegrade bysantinska rikets territorium och detta furstendöme inkluderade Elis. De byggde slott i området, till exempel Chlemoutsi . Furstendömet varade från 1204 till 1460 vartefter det erövrades av det ottomanska riket .
Det ottomanska riket styrde större delen av Grekland fram till det grekiska självständighetskriget 1821 men den venetianska republiken kontrollerade av och till området mellan 1490-talet till 1715. Under det grekiska självständighetskriget såg området kring Elis flera slag så som slaget vid Chlemoutsi, Gastouni, Lala, Lampeia, Pyrgos och Andritsaina.
Som en del av det självständiga Grekland upplevde Elis en uppsving i ekonomin och jordbruket under de första decennierna efter självständighetskriget. Hus byggdes och Pyrgos blev områdets regionala centrum. Liksom större delen av Peloponnesos klarade sig området oskatt genom det första världskriget. under det grekisk-turkiska kriget (1919–1922) bosatte sig många grekiska flyktingar från Anatolien i området kring Amaliada.
Andra världskriget drabbade delar av Elis, hus skadades vilket lämnade människor hemlösa och därefter orsakade det grekiska inbördeskriget mer förstörelse och områdets ekonomi blev lidande. Återgången till demokrati efter grekiska militärjuntans fall 1974 och Greklands medlemskap i den Europeiska unionen 1981 har dock stimulerat ekonomin och området är än en gång på uppgång.